# Waardhuizen (Amstelveen)
Waardhuizen is een wijk in de Noord-Hollandse stad Amstelveen. De wijk ligt in de Bovenkerkerpolder in het zuidoosten van de stad en ligt globaal ten zuiden van de wijk Groenelaan, ten noorden van de Nesserlaan, ten oosten van de wijk Middenhoven en ten westen van de Amstel.
Aanvankelijk werd de nog te bouwen wijk aangeduid met de werknaam "Zuiderwaard" verwijzend naar de "Middenwaard", gelegen ten zuiden van de Groenelaan, waar ten zuiden van de wijk zou worden gebouwd. De bouw van de wijk begon in de eerste helft van de jaren zeventig en werd in de jaren tachtig voltooid. De wijk werd vernoemd naar de vroegere buurtschap Waardhuizen aan de Amstel  waarna ook de boerderij "De Waardhuizen" uit de 18e eeuw aan de Amsteldijk Zuid 81 is vernoemd en een gemeentelijk monument is.
De wijk bestaat voor 69% uit eengezinswoningen en verder uit middelhoogbouw met aan de noordrand een aantal
torenflats. In het zuiden van de wijk aan Galjoen bevindt zich een woonwagenkamp. Vandaar heeft men een vrij en weids uitzicht op de weilanden van de Bovenkerkerpolder richting Uithoorn.
De wijk wordt in het noorden ontsloten door het Turfschip, in het westen door de halfhoge weg Praam, in het zuiden door Galjoen en in het oosten door een parkachtige omgeving met naar de Amstel toe een open agrarische gebied dat men alleen via een omweg via de Nesserlaan kan bereiken. De woonstraten zijn smal en kronkelig aangelegd als woonerf en er is veel groen in de wijk aanwezig met waterpartijen en voetpaden. In het midden van de wijk bevindt zich een klein wijkwinkelcentrum. De straten in de wijk zijn vernoemd naar schepen en scheepstermen.
Ten noorden van de wijk lag tot 2017 het ongebruikte dijklichaam voor de afrit van de nooit gerealiseerde Rotterdamseweg naar de Beneluxbaan. De grond onder het dijklichaam blijkt echter ernstig verontreinigd te zijn waarna besloten is tot afgraving van het dijklichaam en sanering van de grond met een oppervlakte van 74.200 m³ waarna de grond beschikbaar zal komen voor woningbouw.
Met het openbaar vervoer wordt de wijk aan de westkant ontsloten met tramlijn 25 van het GVB en twee buslijnen van Connexxion.